# Андреј Голубјев
Андреј Голубјев (рус. Андре́й Алекса́ндрович Го́лубев; рођен 22. јула 1987. године у Волшком, Руска Совјетска Федеративна Социјалистичка Република) је руски тенисер са држављанством Казахстана. Најбољи пласман на АТП листи му је 33. место које је заузимао у октобру 2010. Исте године је освојио једини АТП турнир у појединачној конкуренцији, Хамбург, победивши у финалу Аустријанца Јиргена Мелцера.
Највећи успех у конкуренцији парова остварио је на Ролан Гаросу 2021, где је у пару са Александром Бубликом поражен у финалу од француске комбинације Ербер / Маи.

## Гренд слем финала

### Парови: 1 (0:1)
| Исход     | Бр. | Година | Турнир      | Подлога | Партнер           | Противници               | Резултат           |
| --------- | --- | ------ | ----------- | ------- | ----------------- | ------------------------ | ------------------ |
| Финалиста | 1.  | 2021.  | Ролан Гарос | Шљака   | Александар Бублик | Пјер-Иг Ербер Никола Маи | 6:4, 6:7(1:7), 4:6 |

## АТП финала

### Појединачно: 3 (1:2)
| Легенда                        |
| ------------------------------ |
| Гренд слем турнири (0:0)       |
| Завршно првенство сезоне (0:0) |
| АТП мастерс 1000 (0:0)         |
| АТП 500 (1:0)                  |
| АТП 250 (0:2)                  |

| Финала по подлози |
| ----------------- |
| Тврда (0:2)       |
| Шљака (1:0)       |
| Трава (0:0)       |

| Финала по локацији |
| ------------------ |
| Отворено (1:0)     |
| Дворана (0:2)      |

| Исход     | Бр. | Датум             | Турнир                  | Подлога   | Противник     | Резултат                |
| --------- | --- | ----------------- | ----------------------- | --------- | ------------- | ----------------------- |
| Финалиста | 1.  | 26. октобар 2008. | Санкт Петербург, Русија | Тврда (д) | Енди Мари     | 1:6, 1:6                |
| Победник  | 1.  | 25. јул 2010.     | Хамбург, Немачка        | Шљака     | Јирген Мелцер | 6:3, 7:5                |
| Финалиста | 2.  | 3. октобар 2010.  | Куала Лумпур, Малезија  | Тврда (д) | Михаил Јужни  | 7:6(9:7), 2:6, 6:7(3:7) |

### Парови: 3 (0:3)
| Легенда                        |
| ------------------------------ |
| Гренд слем турнири (0:1)       |
| Завршно првенство сезоне (0:0) |
| АТП мастерс 1000 (0:0)         |
| АТП 500 (0:0)                  |
| АТП 250 (0:2)                  |

| Финала по подлози |
| ----------------- |
| Тврда (0:1)       |
| Шљака (0:2)       |
| Трава (0:0)       |

| Финала по локацији |
| ------------------ |
| Отворено (0:2)     |
| Дворана (0:1)      |

| Исход     | Бр. | Датум             | Турнир                  | Подлога   | Партнер           | Противници                     | Резултат           |
| --------- | --- | ----------------- | ----------------------- | --------- | ----------------- | ------------------------------ | ------------------ |
| Финалиста | 1.  | 2. август 2014.   | Кицбил, Аустрија        | Шљака     | Данијеле Брачали  | Хенри Континен Јарко Нијеминен | 1:6, 4:6           |
| Финалиста | 2.  | 12. јун 2021.     | Ролан Гарос, Француска  | Шљака     | Александар Бублик | Пјер-Иг Ербер Никола Маи       | 6:4, 6:7(1:7), 4:6 |
| Финалиста | 3.  | 31. октобар 2021. | Санкт Петербург, Русија | Тврда (д) | Иго Нис           | Џејми Мари Бруно Соарес        | 3:6, 4:6           |